# Dragoș Nedelcu
Dragoș Ionuț Nedelcu (* 16. Februar 1997 in Constanța) ist ein rumänischer Fußballspieler. Er steht seit Februar 2022 bei Farul Constanța unter Vertrag.

## Karriere

### Verein
Nedelcu wechselte im Jahr 2014 aus der Fußballschule von Gheorghe Hagi in die erste Mannschaft des FC Viitorul Constanța, die in der Liga 1 spielte. Am 28. Juli 2014 stand er erstmals in der Startformation. Im weiteren Verlauf der Saison 2014/15 kam er unregelmäßig zum Einsatz. Zu Beginn der Spielzeit 2015/16 eroberte er sich einen Stammplatz im defensiven Mittelfeld, verlor diesen im Laufe der Hinrunde jedoch wieder. Nach dem Weggang seines Konkurrenten Ioan Filip im August 2016 erkämpfte er sich den Platz im Team zurück. Nach der gewonnenen Meisterschaft 2017 wechselte er weiter zum FCSB Bukarest.
Im Juli 2021 wechselte er auf Leihbasis für die Saison 2021/22 zu Fortuna Düsseldorf. Der Leihvertrag wurde am 4. Februar 2022 aufgelöst und er wechselte, wiederum auf Leihbasis, zu Farul Constanța. Constanța verpflichtete den Spieler nach Ablauf der Leihe fest.

### Nationalmannschaft
Im November 2016 wurde Nedelcu in den Kreis der rumänischen Nationalmannschaft berufen. Im Freundschaftsspiel gegen Russland bestritt er sein erstes Länderspiel, als er in der Nachspielzeit für Bogdan Stancu eingewechselt wurde.

### Erfolge
- Rumänischer Meister: 2017